# Handball-Oberliga Rheinland-Pfalz/Saar 2022/23
Die Handball-Oberliga Rheinland-Pfalz/Saar 2022/23 wurde unter dem Dach der Handball-Landesverbände Rheinhessen (HVR), Rheinland (HVRL), Pfalz (PfHV) und Saar (HVS) organisiert. Sie ist die höchste Spielklasse des Verbundes und wird hinter der 3. Liga als vierthöchste Spielklasse im deutschen Ligensystem eingestuft.

## Saisonverlauf
Die Handball-Oberliga Rheinland-Pfalz/Saar 2022/23 war die einundzwanzigste Ausspielung dieser Handballliga. Meister und Aufsteiger in die 3. Liga 2023/24 wurde der VTV Mundenheim und bei den Frauen die HSG DJK Marpingen-SC Alsweiler.

### Modus
Sechzehn Mannschaften (Frauen fünfzehn) spielten eine Hin- und Rückrunde. Nach Abschluss der daraus resultierenden Spieltage ist die Meister in die 3. Liga aufgestiegen und die letzten zwei bis fünf Mannschaften in die Verbandsligen abgestiegen. Der Modus war für Männer und Frauen gleich.

## Teilnehmer
Nicht mehr dabei waren die Auf- und Absteiger der Vorsaison. Neu hinzugekommen sind die Absteiger (A) aus der 3. Liga und die Aufsteiger (N) aus den Verbandsligen.

### Abschlussplatzierungen

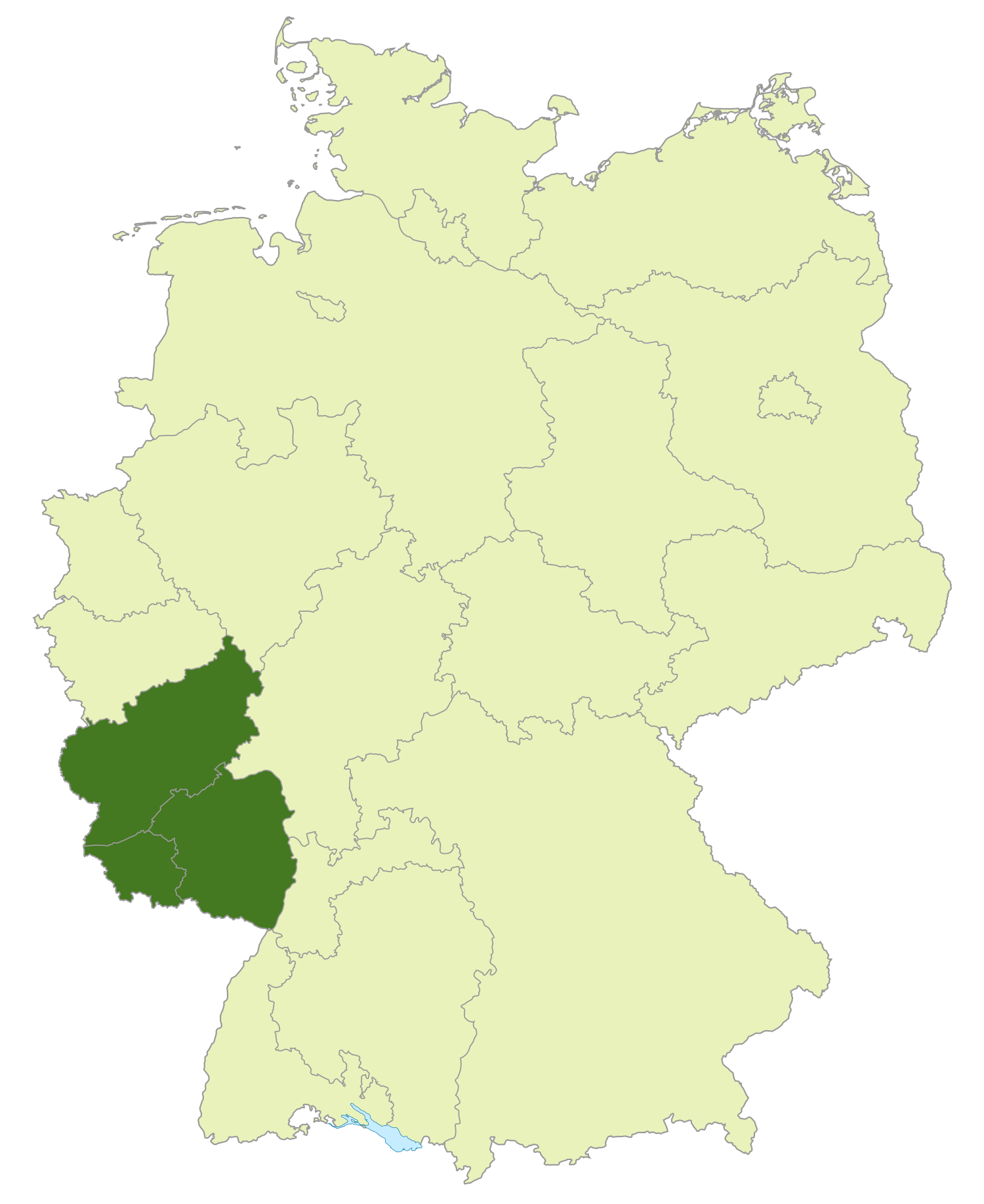
Bereich der Handball-Oberliga
Rheinland-Pfalz / Saarland

| Männer  1. TV Homburg - 2. DJK SF Budenheim (A) - 3. SG SV 64/VT Zweibrücken (A) - 4. HSG Rhein-Nahe Bingen - 5. HV Vallendar - 6. TV 1886 Offenbach - 7. TV Nieder-Olm - 8. SG Ottersheim/Bellheim/Kuhardt/Zeiskam (N) - 9. SG Saulheim - 10 Handball Mülheim-Urmitz - 11 MSG HF Illtal - 12 HSG Eckbachtal  13 VT Zweibrücken-Saarpfalz - 14 TuS 04 Dansenberg 2 - 15 HSG Worms  16 HSG Nahe-Glan (N) | Frauen  1. HSG Marpingen/Alsweiler (A) - 2. HSG Hunsrück (A) - 3. FSG Ketsch/Friesenheim 2 - 4. DJK SF Budenheim - 5. TSG 1846 Mainz-Bretzenheim 2 (N) - 6. TSG Haßloch (N) - 7. SG Ottersheim/Bellheim/Kuhardt/Zeiskam - 8. TV Bodenheim - 9. TV Bassenheim - 10 VTV Mundenheim - 11 HF Köllertal - 12 TV 03 Wörth  13 HSV Sobernheim  14 HC Koblenz  15 SV 64 Zweibrücken |

(A) = Absteiger aus der 3. Liga (N) = neu in der Liga (R) = Rückzug
  Meister und Aufsteiger zur 3. Liga 2023/24
- Für die Oberliga 2023/24 qualifiziert

  „Absteiger in die Verbandsligen“